# Кірієт-Лунга
Кіріє́т-Лунга́ (рум. Chiriet-Lunga, гаг. Kiriyet) — село в Чадирського округу Гагаузії Молдови, утворює окрему комуну.
В селі народився Дмитрій Тодорогло — міністр сільського господарства і промисловості Молдови в 2001—2005 роках.
Населення утворюють в основному гагаузи — 2312 осіб, живуть також молдовани — 54, молдовани — 56, болгари  — 37, росіяни — 35, українці — 32, роми — 18.